# Friday the 13th: The Game
Friday the 13th: The Game er survival horror videospil udviklet af IllFonic, og udgivet af Gun Media. Spillet er baseret på filmserien af samme navn, der er ejet af Paramount Pictures. Det blev udgivet digitalt den 26. maj 2017  og senere udgivet den 13. oktober 2017 fysisk  til Microsoft Windows, PlayStation 4, og Xbox One. En Nintendo Switch-version blev udgivet 13. august 13 2019.
Spillet er et asymmetrisk multiplayer spil, hvor syv spillere kontrollere Camp Crystal Lake-lejrlederne mod en spiller der styrer Jason Voorhees. Det er et semi-open world spil, hvor spillere kan udforske verdenen.